# Diocèse de Kerry
Le diocèse de Kerry est un diocèse suffragant de l'archidiocèse de Cashel et Emly en Irlande, constitué au VIe siècle. Depuis 2013, il est administré par Raymond Browne (en).

## Territoire
Le diocèse est situé dans le sud-ouest de l'Irlande et comprend le comté de Kerry, à l'exception de Kilmurrily, et une partie du comté de Cork.
Le siège de l'évêché est à Killarney, où se trouve la cathédrale Sainte-Marie.
Le territoire couvre 5 300 km², et, en 2023, il est divisé en 12 zones pastorales composées de 53 paroisses, dont s'occupent 6 diacres et 79 prêtres (75 diocésains et 4 religieux).

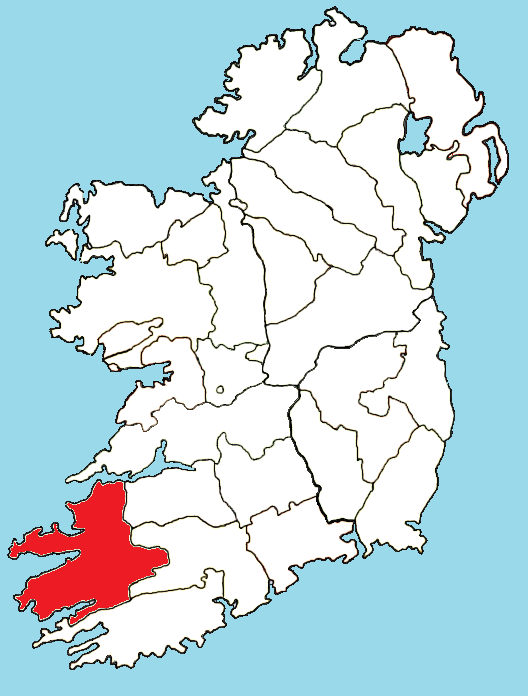
Le diocèse de Kerry en Irlande.
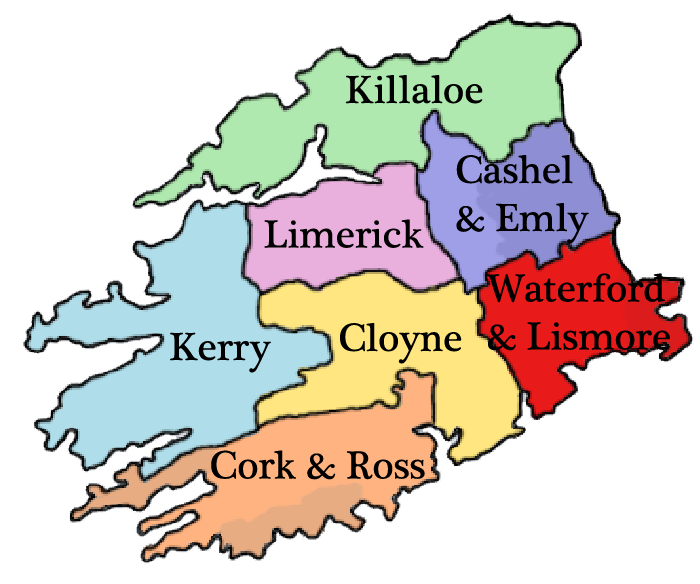
Les diocèses de la province ecclésiastique de Cashel et Emly.

## Historique
Missionnaires, évêques, moines et ermites ont contribué à l'évangélisation de la région du Kerry, que la tradition attribue à une époque antérieure à l'arrivée de saint Patrick sur l'île, à l'œuvre de deux missionnaires, saint Ciarán de Saighir, un ermite, et saint Abbán (en), à qui les légendes hagiographiques attribuent la fondation de l'église d'Aghadoe.
Le site de Rathass près de Tralee (irlandais: Raith Maige Deiscirt) est désigné comme siège épiscopal du diocèse d'Aghadoe des Ciarraighe par le synode de Ráth Breasail en 1111, sur un territoire qui couvrait la partie nord du comté de Kerry et rattaché à l'archidiocèse de Cashel. En 1117, il est déplacé à la cathédrale d'Ardfert à la mort de son premier évêque Anmchad Ua hAnmchada désigné comme évêque d’Ardfert et d'Aghadoe. Lors du synode de Kells en 1152, le diocèse perd une partie de son territoire au profit de celui de Scattery Island nouvellement créé.
Dans le Kerry se développe l'organisation typique de l'Église d'Irlande, basée non pas sur des diocèses, comme c'était le cas sur le continent, mais sur des centres monastiques, dont le principal est celui d'Ardfert, lié à la mémoire de saint Erc (en) et saint Brendan.
Lorsque la Réforme anglaise est appliquée dans le diocèse en 1536 par la nomination d'un évêque anglican, seuls deux prêtres passent à l'Église catholique romaine. En 1661, l'évêché anglican d'Ardfert a été réuni à l'évêché de Limerick. La juridiction catholique romaine sur Ardfert passe à peu près à la même époque à l'évêché de Kerry et Aghadoe.
Après la Réforme protestante, le diocèse connait une longue période de persécution des catholiques, qui a également coïncidé avec des périodes de sièges vacants aux XVIe et XVIIe siècles. L'évêque Rickard O'Connell, le seul évêque nommé au XVIIe siècle, a d'abord placé l'évêché à Killarney, a lancé un programme de réformes, y compris l'interdiction des prêtres mariés ou concubins, a réorganisé les paroisses sur une base plus stable et plus durable et, dans les années 1640, a établi un séminaire à Tralee.
Le 20 décembre 1952, le diocèse de Kerry (ou d’Ardfert et d'Aghadoe) est rebaptisé diocèse de Kerry.

## Les derniers évêques
- 1952-1969 : Denis Moynihan
- 1969-1976 : Eamon Casey
- 1976-1984 : Kevin McNamara
- 1985-1994 : Diarmaid O’ Súilleabháin
- 1995-2013 : William Murphy
- Depuis le 2 mai 2013 : Raymond Browne (en)

## Source
- (en) T.W Moody, F.X. Martin, F.J. Byrne A New History of Ireland IX Maps, Genealogies, Lists. A companion to Irish History part II . Oxford University Press réédition 2011  (ISBN 9780199593064)